# 48 Velorum
48 Velorum (e Velorum) é uma estrela na direção da Vela. Possui uma ascensão reta de 08h 37m 38.64s e uma declinação de −42° 59′ 20.8″. Sua magnitude aparente é igual a 4.11. Considerando sua distância de 1436 anos-luz em relação à Terra, sua magnitude absoluta é igual a −4.11. Pertence à classe espectral A6II.